# Portret owalny
Portret owalny (ang. The Oval Portrait) – jest nowelą Edgara Allana Poego, której tematem są niepokojące okoliczności związane z pewnym portretem znajdującym się w zamku. Jest to jeden z najkrótszych utworów autora, zajmował on dwie strony, kiedy został po raz pierwszy opublikowany w 1842.

## Fabuła
Historia zaczyna się z pozycji rannego narratora, szukającego schronienia w opuszczonej posiadłości w Apeninach. Nie jest jednak podany powód jego zranienia. Spędza on swój czas podziwiając dzieła sztuki, którymi jest udekorowany pokój o dziwnych kształtach, czyta też uważnie książkę, która zawierała „rzekomo ocenę i opis obrazów”. Koniec końców odkrywa on obraz, który szokuje go jego ekstremalnym realizmem, który polega na absolutnej „żywotności wyrazu”. Spędza niemal godzinę w stanie cichego podziwu, a gdy nie jest już w stanie znieść jego widoku, szuka wyjaśnień w książce.
Pozostała część fabuły jest wycinkiem z tej książki, gdzie jest wytłumaczone jak ów obraz powstał – co tworzy swojego rodzaju historię w historii. Czytelnik dowiaduje się, że portret został namalowany przez ekscentrycznego artystę, który uwiecznił na nim swoją żonę. Obraz stał się jednak dla niego obsesją do tego stopnia, że zaczął zaniedbywać kobietę, którą sportretował. Gdy prace dobiegają końca, jest on zszokowany swoim własnym dziełem i wykrzykuje: „Zaiste! To życie samo!”. Następnie obraca się w kierunku panny młodej i odkrywa, że jest martwa.

## Analiza
Centralnym problemem w utworze jest opis zawiłego związku między sztuką a życiem. W Portrecie owalnym sztuka i przywiązanie do niej są ostatecznie przedstawione jako czynniki unicestwiające, prowadzące do śmierci panny młodej. W tym kontekście sztuka zrównana jest synonimicznie ze śmiercią, podczas gdy związek między nią a życiem jest konsekwentnie rozważany jako rywalizacja. Odpowiada to teorii Poe, który uważał, że poezja jest rytmiczną kreacją piękna, a najbardziej poetycki temat na świecie to śmierć pięknej kobiety (Filozofia kompozycji). Portret owalny sugeruje, że piękno kobiety skazuje ją na śmierć.
Sztuka może unaocznić winę bądź zło artysty, a on sam może zniszczyć życie, które przekształcił w sztukę.
Poe mógł być zainspirowany przy pisaniu noweli obrazem swojego przyjaciela Thomasa Sully, przedstawiającego kobietę trzymającą w ręce medalion zawieszony na wstążce wokół jej nagiej szyi, ale też możliwie przez Tintoretto (1518-1594), który namalował portret jego martwej córki. Inną inspiracją mogła być powieść Ann Radcliffe pt. The Mysteries of Udolpho, którą to Poe wspomina w otwarciu historii. Fabuła utworu Poe wykazuje pewne podobieństwa do jednego z wątków powieści Ann Radcliffe, choć jego wersja jest objętościowo znacznie mniejsza. Wzorem dla autora mogło być także opowiadanie E.T.A. Hoffmanna pt. Die Jesuiterkirche zu G., w której ten pisze, że artysta potrzebuje ideału i muzy, której jednak w żadnym wypadku nie powinien poślubiać, ponieważ czar którym ta promienieje z dystansu, może się zatracić w kontakcie. Podobne tematy zostały wykorzystane w Berenice i w utworze Człowiek tłumu. Wątek śmierci pięknej kobiety jest także w dziełach Ligeja i Morella.

## Recepcja i wpływ
Utwór miał po części wpływ na powieść Portret Doriana Graya Oscara Wilda z 1891. Pięć lat przed publikacją, Wilde chwalił rytmiczną ekspresję Edgara Allana Poego. W powieści Wilda portret unaocznia stopniowo zło, ale raczej w odniesieniu do jego tematu niż do artysty. Podobną fabułę miał również The Birth-Mark z 1843, której autorem był Nathaniel Hawthorne. Francuski producent filmowy Jean-Luc Godard cytował fragmenty z utworu w jego filmie z 1962 roku Żyć własnym życiem.

## Publikacja
Owalny portret został najpierw opublikowany w wersji rozszerzonej zatytułowanej Life in Death w Graham’s Magazine w 1824 roku. Life in Death zawiera kilka wstępnych fragmentów wyjaśniających jak narrator został ranny i informację, że zażywał opium aby uśmierzyć ból. Poe zrezygnował prawdopodobnie z tego wstępu, gdyż nie było to szczególnie ważnym elementem i dodatkowo sprawiało wrażenie, że historia była tylko halucynacją. Wersja skrócona, nazwana Portret owalny, została opublikowana 26 kwietnia 1845 roku w Broadway Journal.